# Tac (folklore)
Pour les articles homonymes, voir Tac.
Le tac (en gascon lo tac) est un être fantastique appartenant aux légendes et contes de la Gascogne et particulièrement du département des Landes. Il se rapproche du lébérou (Périgord) et de la ganipote (Gironde, Charentes, Poitou).

## Présentation
L'origine du mot reste inconnue. Il est apparenté au drac qu'on retrouve dans toute l'Occitanie.
Le tac est capable de prendre les formes les plus variées : panier, agneau, chevreau ou cheval. Il se manifeste la nuit dans les bois ou près des fontaines des Landes. Mieux vaut l'éviter car il cherche toujours dans les différents contes  à se faire porter sur le dos de la personne qui passe et ceci jusqu'à l'épuisement et parfois le trépas de sa victime.
Le tac aime siffler quand quelqu'un vient en imitant le bruit du hapchot, outil du gemmeur landais. Il siffle trois fois de suite : « Tchin, tchin, tchiiin ! » avec un dernier coup plus prolongé et retentissant. Dans le livre de l'abbé Foix, on le rencontre en Marensin sous la forme d'un panier ou d'un agneau que le passant prend sur ses épaules. À mesure que la personne marche, le poids du tac augmente… Quand l'homme, épuisé, repose enfin la chose sur le sol, le tac s'enfuit en ricanant et en disant Qu'as portat lo tac (tu as porté le tac)  !
Félix Arnaudin a recueilli ce conte :   
Une fois à Escource, un homme s'en revenait du bourg à la tombée de la nuit. En arrivant près du ruisseau, il entendit bêler un chevreau derrière lui. Il le ramassa et le prit sur son dos ! Mais plus l'homme marchait, plus l'animal devenait lourd... L'homme, exténué, dut vite plier les jarrets.
« Va-t-en au diable, chevreau, dit-il à la fin et il le jeta à terre.
Aussitôt, le chevreau s'échappa et gambadant et en criant :
—  Hi ! ha ha ! Hi ! ha ha ! Je me suis bien fait porter !  » (me sui bien hèyt portar !),,
Le tac peut également prendre parfois la forme d'un cheval précipitant ainsi en se jetant dans une rivière la noyade de ceux qui ont le malheur de le monter. La seule forme qui lui est interdite est celle d'un pont car il entraînerait la mort d'un nombre trop important de victimes.

### Sources
1. 1 2 3 4  Contes populaires de la Grande-Lande, Première série, Félix Arnaudin, p 194, 1977
2. ↑  Las honts en gascon. Croyances et coutumes attachées aux vertus guérisseuses de l'eau demeurent actives dans les Landes. Deux cents sites y sont connus et visités sur les deux mille répertoriés en France.
3. ↑  Jean-Jacques Fénié, Un été dans les Landes, Sud Ouest du 22 juillet 2009, p. 12.
4. ↑  Abbé V. Foix, Glossaire de la sorcellerie landaise, Revue de Gascogne, 1904
5. ↑  Felix Arnaudin, Contes populaires de la Grande-Lande, Lande de Gascogne, 1977
6. ↑  Conté en 1907 par le vieux Larrouy, dit Lou Boulan, chevrier âgé de 81 ans, né à Escource et y demeurant.